# ميدالية ريليه
ميدالية ريليه (بالإنجليزية: Rayleigh Medal)‏ هي جائزة تمنح سنويا من قبل معهد الصوتيات «للمساهمات البارزة في الصوتيات». سميت الجائزة على اسم جون سترت، البارون الثالث ريليه. ولا ينبغي الخلط بينه وبين الميدالية التي تحمل نفس الاسم التي يمنحها معهد الفيزياء .

## قائمة المستلمين
مصدر:Institute of Acoustics
- 1970 David E. Weston
- 1975 Peter Hubert Parkin
- 1977 ليونيد بريخوفسكيخ  [لغات أخرى]‏
- 1978 Edward G. S. Paige
- 1979 Edgar Albert George Shaw
- 1980 Philip E. Doak
- 1981 Karl Uno Ingard [الإنجليزية]
- 1982 G. B. Warburton
- 1983 Eugen J. Skudrzyk
- 1984 John Ffowcs Williams
- 1985 Peter Westervelt
- 1986 إلفين ريتشاردز
- 1987 Manfred Robert Schroeder
- 1988 David George Crighton
- 1989 Henning E. von Gierke
- 1990 Frank J. Fahy[1]
- 1991 Manfred Heckl [الإنجليزية]
- 1992 جيمس لايتهيل
- 1993 Michel Bruneau
- 1994 Edward F. Evans
- 1995 Richard H. Lyon
- 1996 Keith Attenborough
- 1997 Leif Bjørnø
- 1998 William A. Ainsworth
- 1999 George C. Maling
- 2000 Victor Krylov
- 2001 Hideki Tachibana
- 2002 Philip A. Nelson[2]
- 2003 Hugo Fastl
- 2004 Alan Cummings
- 2005 Heinrich Kuttruff [الإنجليزية]
- 2006 Michael Fleming E. Barron[3]
- 2007 Michael Howe
- 2008 Chris H. Harrison
- 2009 Colin Hansen
- 2010 Bob Craik
- 2011 John Bradley
- 2012 Yui Wei Lam
- 2013 Jacques Yves Guigné
- 2014 Timothy Grant Leighton
- 2014 ليو بيرانك
- 2015 Sir Harold Marshall
- 2016 Rupert Thornely-Taylor
- 2017 Juan Antonio Gallego Juárez
- 2018 David John Thompson
- 2019 Claus Elberling